# Truro
Truro (en córnico Truru) es una ciudad y parroquia civil inglesa de Cornualles, en el Reino Unido. La ciudad es el centro administrativo, de ocio y capital de Cornualles. Está situada a orillas del río Truro, cerca de su desembocadura en el canal de la Mancha.
Truro comenzó como un importante centro de comercio por ser puerto y pasó a ser un pueblo minero. La ciudad es conocida por su catedral (terminada en 1910), sus calles empedradas, espacios abiertos y su arquitectura georgiana. Además de la catedral, se encuentran ciertos lugares de interés como el Museo Real de Cornualles, el Salón de Cornualles, los Tribunales de Justicia y el Consejo de Cornualles.

## Toponimia
El origen del nombre de la ciudad es discutido. Se dice que proviene del córnico tri-veru que significa "tres ríos", pero varias referencias como el Oxford Dictionary of English Place Names rechazan esta teoría. La parte "tru" podría significar "tres". Oliver Padel, experto en topónimos córnicos, en su libro A Popular Dictionary of Cornish Place-names, dice que el significado «tres ríos» es posible. También se cree que el nombre puede derivar de *tre-uro, que significaría "asentamiento en el río *uro".

## Historia
Los primeros registros y hallazgos arqueológicos de un asentamiento permanente en la zona de Truro datan del tiempo de los normandos.[cita requerida]
En el siglo XII, fue construido un castillo por Richard de Luci, presidente del Tribunal de Inglaterra durante el reinado de Enrique II de Inglaterra, a quien se le concedieron tierras en Cornualles por sus servicios a la corte, incluyendo el área de los alrededores de la confluencia de los dos ríos. La ciudad creció a la sombra del castillo y fue reconocida como 'burgo' para mayor actividad económica. 
Posteriormente, a inicios del siglo XIV, Truro era un puerto importante [cita requerida] debido a su ubicación alejada de los invasores, a su prosperidad en la industria pesquera y a su nuevo papel como una ciudad con mina de estaño para el refinado y laminado de estaño y cobre de las minas de Cornualles. Sin embargo, la peste negra surgió y con ella se generó una recesión del comercio, dando como resultado un éxodo masivo de la población; además, la ciudad quedó en un estado de descuido.[cita requerida]
Gradualmente el comercio regresó y el pueblo comenzó a prosperar durante el período de los Tudor.[cita requerida] En 1589 fue reconocido el autogobierno cuando un nuevo decreto fue otorgado por Isabel I de Inglaterra,[cita requerida] que dio a Truro un alcalde electo y el control del puerto de Falmouth.
Durante la Guerra Civil en el siglo XVII, Truro levantó una fuerza considerable para luchar por el rey [cita requerida] y se estableció una ceca monárquica. En 1646, tuvo lugar la derrota por parte de las tropas parlamentarias [cita requerida] y la ceca se trasladó a Exeter. Más tarde en ese mismo siglo Falmouth fue reconocido, ya que recibió su propia carta de derechos para su puerto, iniciándose una gran rivalidad entre los dos pueblos. Finalmente, la disputa se determinó en 1709 [cita requerida] con el control del río Fal dividido entre Truro y Falmouth.

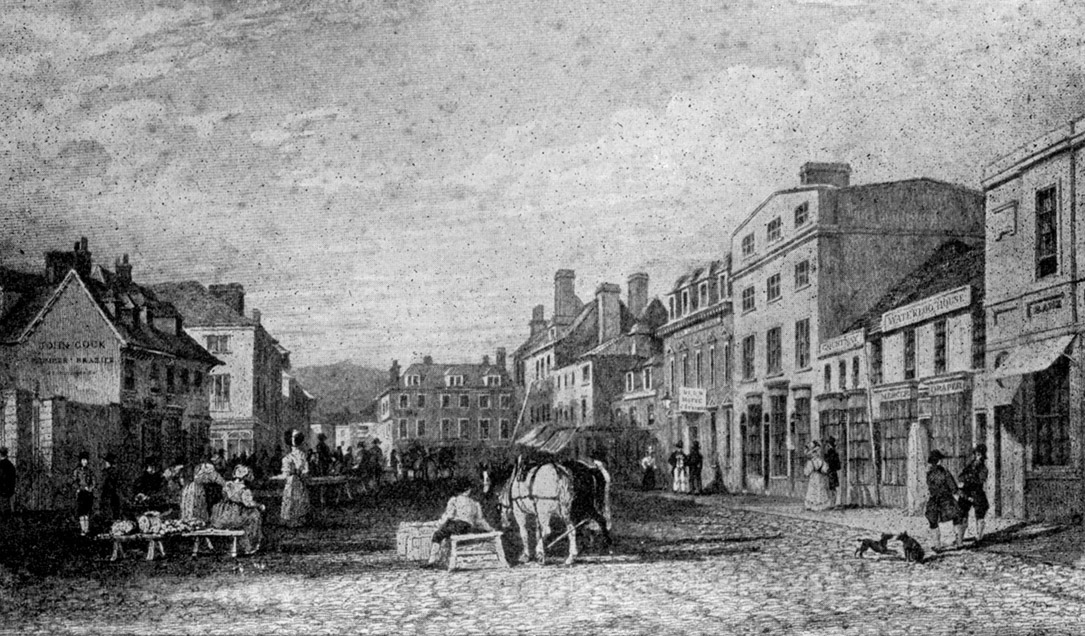
La calle Boscawen en 1810

Truro prosperó enormemente durante los siglos XVIII y XIX.[cita requerida] La industria floreció gracias a la mejora de los métodos de extracción y a la elevación de precios que realizó en la venta del estaño, y la ciudad se convirtió en el lugar ideal para los ricos propietarios de las minas. Se construyeron elegantes casas georgianas y victorianas, como las que se observan hoy en la calle Lemon, llamada así por el magnate de la minería y parlamentario Sir William Lemon; Truro se convirtió en el centro de la alta sociedad del condado y fue conocido como "el Londres de Cornualles".

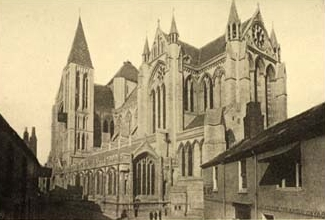
La Catedral en 1905, antes de terminar las agujas

A lo largo de estos tiempos de prosperidad Truro era un centro social y muchas personas importantes habitaban aquí. Uno de los residentes más notables fue Richard Lander, un explorador que descubrió la fuente del río Níger en África y fue galardonado con la primera medalla de oro de la Royal Geographical Society. Henry Martyn estudió matemáticas en Cambridge, después se ordenó sacerdote y se hizo misionero, dedicándose a traducir el Nuevo Testamento al urdu y al persa. Otros personajes destacados son Humphry Davy, educado en Truro e inventor de la lámpara Daby, y Samuel Foote, actor y dramaturgo de la calle Boscawen.
La importancia de Truro aumentó mucho más en el siglo XIX, ya que tenía sus propias fundiciones, alfarerías y curtiembres. El Great Western Railway llegó a Truro en la década de los 60 con una línea directa desde Paddington, y el obispado de Truro en 1876 dio a la ciudad un obispo y después una catedral. Al tener catedral, el año siguiente la Reina Victoria concedió el estatus de ciudad a Truro.
Al inicio del siglo XX se produjo un descenso de la actividad minera, pero la ciudad permaneció próspera y pasó de ser sólo una ciudad de mercado a ser el centro administrativo y comercial de Cornualles, con lo cual la ciudad experimentó un desarrollo sustancial. Hoy en día, Truro continúa siendo el centro comercial de Cornualles, pero, al igual que muchas otras ciudades, se enfrenta a las preocupaciones sobre la sustitución de sus pequeños comerciantes por las franquicias, al desgaste de su identidad y también a los debates sobre cómo adaptarse al crecimiento esperado en el siglo XIX.

## Geografía

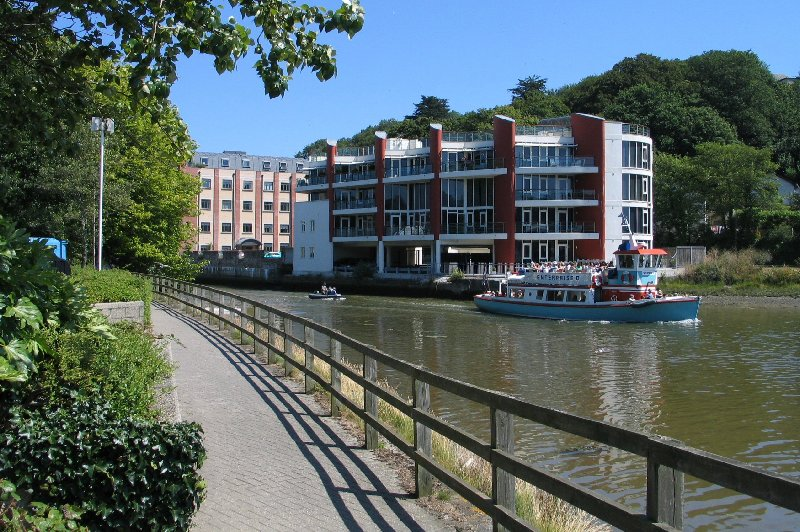
El río de Truro y uno de los barcos de la flota transportando pasajeros a Falmouth

Truro está localizado en el centro del oeste de Cornualles. A 14 km del sur de la costa, donde confluyen los ríos Kenwyn y Allen, que se combinan para formar el río Truro, uno de una serie de arroyos, ríos y rías que llevan al río Fal y después al puerto natural de Carrick Roads. Los valles de los ríos forman una cuenca que rodea a la ciudad en el norte, este y oeste, y en el sur se abre hacia el río Truro. En 1988 hubo una gran inundación que dañó de manera muy importante el centro de la ciudad, esto se debió a la localización de Truro, que se encuentra en una cuenca empinada, y a las precipitaciones de los ríos y a una marea viva en el río Fal. Desde entonces, varias defensas contra inundaciones se han construido alrededor de la ciudad, incluyendo una presa de emergencia en New Mill en el río Kenwyn y una barrera contra mareas en el río Truro, para prevenir futuros desastres.
La ciudad está rodeada por un gran número de áreas naturales protegidas, como el parque histórico en Pencalenick, y por grandes paisajes, como el Jardín Trelissick y Tregothnan más abajo en el río Truro. En el sureste de la ciudad, incluyendo a Calenick Creek, ha sido designada como Area of Outstanding Natural Beauty. Otras áreas protegidas incluyen un "Área de Gran Valor Paisajístico" que comprende los valles de tierras agrícolas y arboladas del noreste, y Daubuz Moors, una Reserva natural junto al río Allen, cerca del centro de la ciudad.
Truro ha crecido y se ha desarrollado en torno al centro histórico de la ciudad, principalmente, de una manera nuclear a lo largo de las laderas del valle cuenco, excepto por un rápido desarrollo lineal a lo largo de la A390 hacia el oeste, hacia Threemilestone. Desde que Truro ha crecido, un gran número de asentamientos como suburbios y distritos no oficiales se han incorporado. Estos incluyen Kenwyn y Moresk en el norte, Trelander en el este, Newham en el sur, y Highertown, Treliske y Gloweth en el oeste.

## Demografía y economía

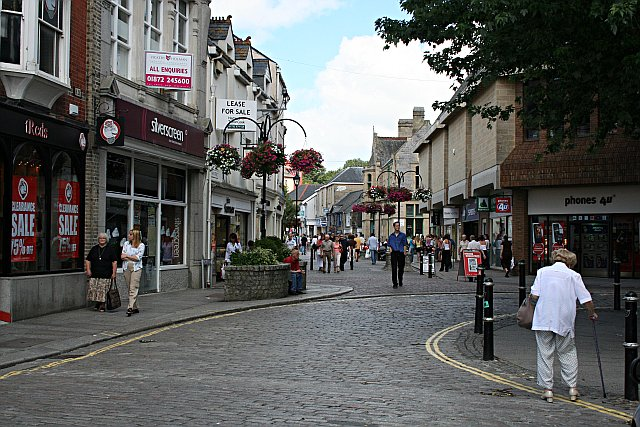
Una mañana de domingo en la calle Pydar

La popularidad de Truro dentro de Cornualles se basa en ser el destino número uno para la venta al por menor, en ser un centro de ocio y en su papel como centro administrativo del condado; es inusual si se compara con otras ciudades del país, dado que, pese a ser la capital, sólo es la cuarta ciudad más poblada de Cornualles. Además, el crecimiento de la población ha sido lento en comparación con otras ciudades de Cornualles. Su crecimiento fue de 10,5 % durante el período de 1971-1998. 
En Truro hay aproximadamente 22 000 empleos disponibles; el hospital Royal Cornwall, Cornwall Council, y la Universidad de Truro son algunos de los grandes contratantes de la ciudad. Por lo que el número de los empleos es más del doble del número de personas económicamente activas que viven en la ciudad, las cuales son 9500; esto da como resultado la gran cantidad de viajes al trabajo que es un factor importante para los problemas de congestión de tráfico que padece la ciudad. En promedio los ingresos son más altos que en el resto de Cornualles. 
Los precios de las viviendas en Truro son todo el tiempo altos, también son un 8 % más caras que en el resto de Cornualles. En 2006, Truro fue nombrada como la primera ciudad más pequeña en el Reino Unido en incremento de los precios de las viviendas, en un 262 % desde 1996. Asimismo, existe una gran demanda de nuevas viviendas en la ciudad y una demanda para que propiedades del centro de la ciudad sean convertidas en departamentos o viviendas que ayuden a vivir en el centro de la ciudad y disminuir así la dependencia de los coches.

## Cultura

### Atracciones

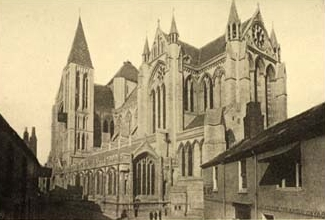
La catedral de Truro en 1905

El elemento más vistoso de Truro es su catedral, que tiene un estilo neogótico, diseñado por el arquitecto John Loughborough Pearson y mide 76 m (249 pies) de altura en su torre más alta. Tardó treinta años en construirse, de 1880 a 1910, y fue construida en el emplazamiento de la antigua iglesia de Santa María, que había sido consagrada hacía más de 600 años. Los entusiastas de la arquitectura georgiana son bien atendidos en la ciudad, gracias a las terrazas y casas que hay a lo largo de Walsingham y la calle Lemon, de las cuales se dice a menudo que son "los mejores ejemplos de arquitectura georgiana al oeste de la ciudad de Bath".
El principal atractivo para los residentes de la región es la gran variedad de tiendas que existen. Truro tiene varias tiendas de cadenas, tiendas de especialidades y mercados, que reflejan su tradición histórica como una ciudad de mercado. El interior del mercado de Pannier está abierto durante todo el año con muchos puestos y pequeñas tiendas. La ciudad también es famosa por sus restaurantes, cafés y bares. Igualmente, se ha convertido en un destino popular para la vida nocturna por su gran variedad de bares, discotecas y restaurantes. Truro es también conocido por el Hall for Cornwall, un auditorio donde se puede encontrar arte y entretenimiento.
El Museo Real de Cornualles es el más antiguo y de hecho el primero en detallar la historia de Cornualles y su cultura, con una amplia gama de colecciones sobre arqueología, arte y geología. Entre las exposiciones del museo se encuentra la famosa piedra de Arthur. Truro también es conocido por sus parques y espacios abiertos, incluyendo los jardines de Victoria, el parque de Boscawen y el de Daubuz.

### Eventos

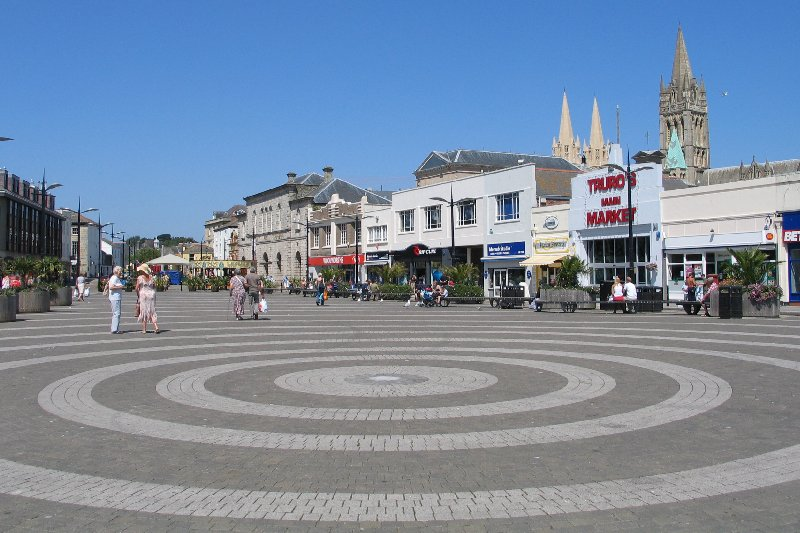
Muelle del Limón

El muelle del Limón es el centro donde se celebra la mayoría de las festividades, la cual atrae a turistas de todo el mundo.
En abril la ciudad de Truro participa en el concurso “Britain in Bloom” o florecimento en Gran Bretaña, el cual cubre la ciudad con muchos arreglos florales y canastas colgantes durante todo el verano. En esa temporada también se instala el "mercado continental" que cuenta con alimentos y puestos de artesanía de toda Europa, incluyendo Francia, España, Italia, Alemania, Bélgica, Holanda y Grecia.
En septiembre, se lleva a cabo El Carnaval de la ciudad de Truro donde se llevan a cabo presentaciones de arte y música, actividades para niños, ferias de comida y bebidas, fusión de fuegos artificiales y desfiles. En este mes también se realiza una maratón organizado por el Club de Corredores de Truro en donde participan cientos de personas corriendo desde el centro de la ciudad al campo y termina en El Muelle del Limón

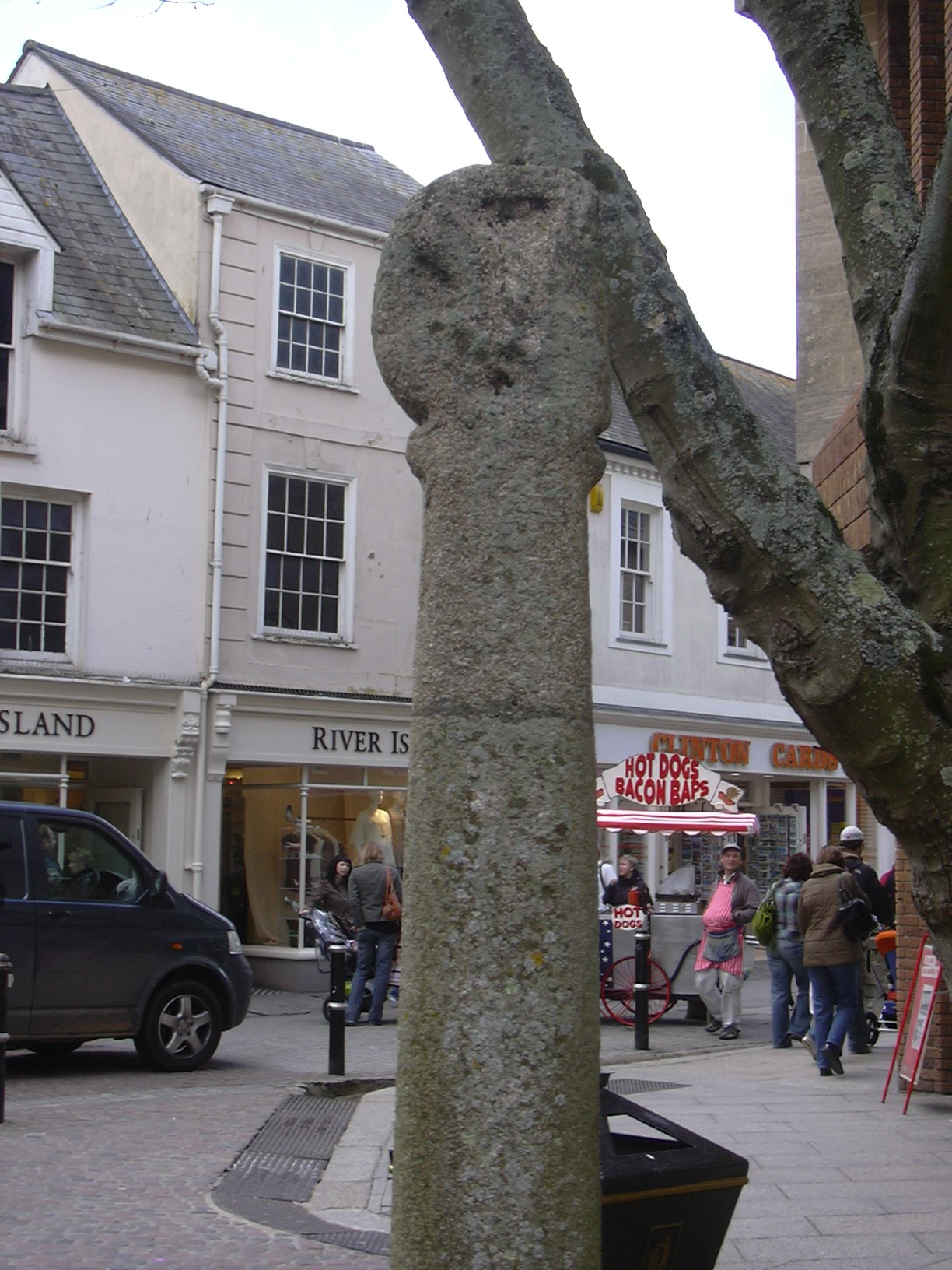
Cruz celta cerca de la catedral

En Navidad se realiza un Festival de Invierno el cual incluye un desfile de faroles de papel conocida como "Procesión de la Ciudad de las Luces". Los participantes en esta procesión incluyen a escuelas primarias locales, así como la participación de las universidades, la comunidad y grupos de jóvenes. Hay una participación activa de los estudiantes de la Universidad de Falmouth en la creación de grandes faroles cada año. El tradicional árbol de Navidad se pone en la Piazza y otro afuera de la Catedral.